# Yorkshire Old Boys League
De Yorkshire Old Boys League is een Engelse regionale voetbalcompetitie. Bijna alle teams zijn afkomstig van een school. 
De league bevat zeven divisies, waarvan de hoogste zich bevindt op het veertiende niveau in de Engelse voetbalpiramide. De meeste teams uit de lagere reeksen zijn reserveteams van clubs uit een hogere divisie. In tegenstelling tot bijna alle andere competities verbiedt deze league het niet dat een A-elftal en een B-elftal in dezelfde competitie uitkomen. De kampioen van de Senior Division A kan promoveren naar de West Riding County Amateur Football League. 